# Saison 5 de The Voice Kids (France)
 (septembre 2021).
- Si vous ne connaissez pas le sujet, laissez ce bandeau (vous pouvez alors contacter les auteurs).
- Si vous supprimez le contenu mis en cause (vous pouvez préalablement contacter les auteurs),

argumentez précisément cette suppression dans la page de discussion
(un manque de référence n'est pas un argument ; une recherche réelle de référence doit avoir été effectuée, être formellement documentée).
 (août 2021).
Si vous disposez d'ouvrages ou d'articles de référence ou si vous connaissez des sites web de qualité traitant du thème abordé ici, merci de compléter l'article en donnant les références utiles à sa vérifiabilité et en les liant à la section « Notes et références ».
La saison 5 de The Voice Kids réalisée par Tristan Carné et Didier Froehly est diffusée sur TF1 du 12 octobre 2018 au 7 décembre 2018.  
L'émission compte 8 soirées : 4 soirées d'auditions à l'aveugle, 2 soirées de battles, 1 soirée pour la demi-finale et enfin la finale en direct, le vendredi 7 décembre 2018.

## Participants

### Coachs et présentateurs
L'émission est présentée par :
- Nikos Aliagas, sur le plateau et pendant l'accueil des familles ;
- Karine Ferri, dans les coulisses et sur le plateau.

Le jury est composé de :
- Patrick Fiori, auteur-compositeur-interprète français
- Amel Bent, chanteuse française
- Jenifer, chanteuse française
- Soprano, chanteur, rappeur et compositeur français

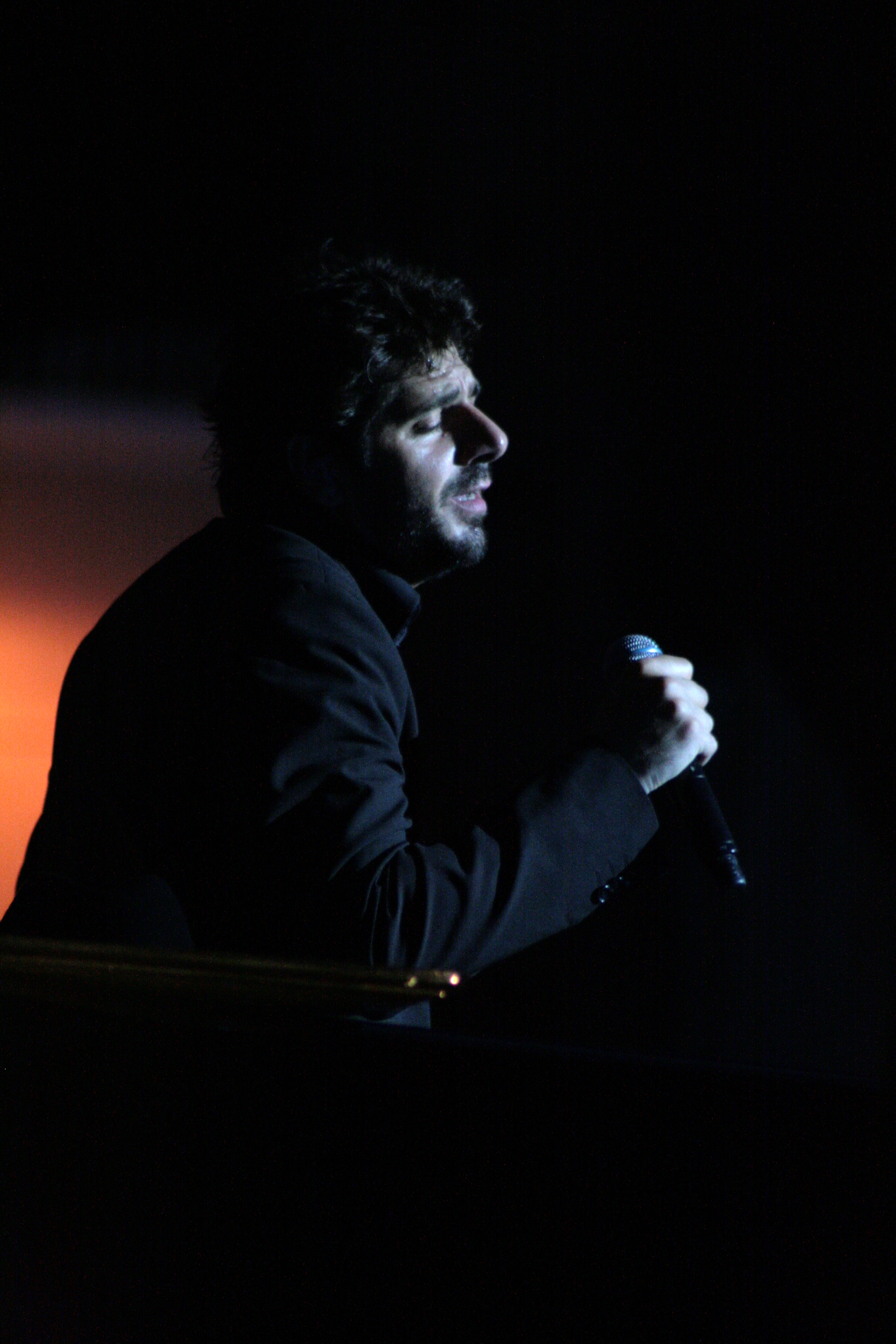
Patrick Fiori
Amel Bent
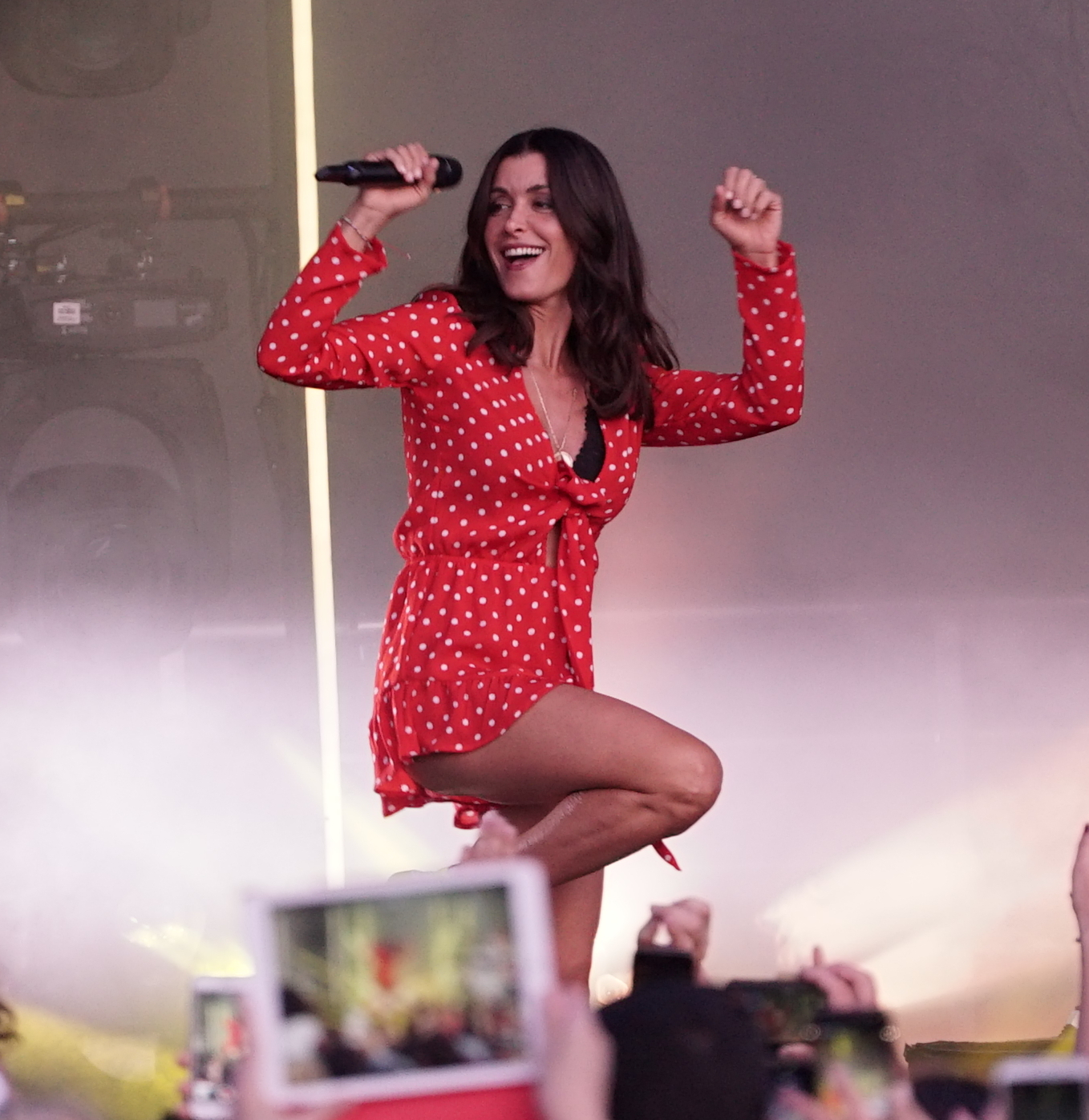
Jenifer
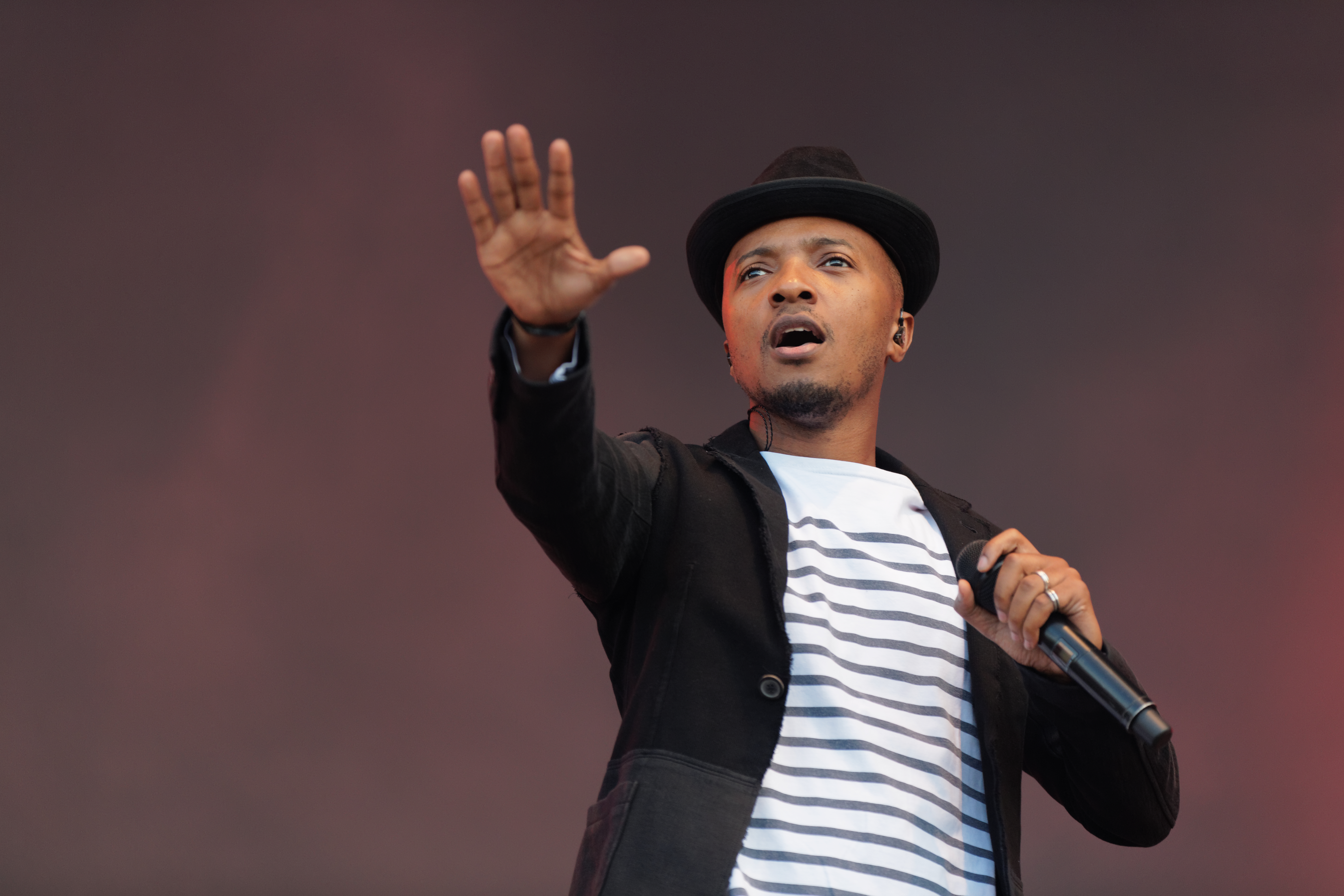
Soprano

### Candidats
- Vainqueur
- Deuxième
- Troisième
- Quatrième

| Étapes                  | #  | Patrick Fiori | Amel Bent | Jenifer            | Soprano   |
| ----------------------- | -- | ------------- | --------- | ------------------ | --------- |
| Finalistes              | 1  | Carla         | Ermonia   | Emma               | Lili      |
| Finalistes              | 2  | Ismaël        | Madison   | Mélia              | Inès      |
| Éliminés en demi-finale | 3  | Irma          | Hindy     | Lilian             |           |
| Éliminés en demi-finale | 4  | Alexander     |           |                    |           |
| Éliminés aux Battles    | 5  | Louna         | Wilson    | Mano               | Alexandra |
| Éliminés aux Battles    | 6  | Abby & Sarah  | Maïssa    | Rosie              | Mathéo    |
| Éliminés aux Battles    | 7  | Lina          | Nassim    | Camila & Zion Luna | Enzo      |
| Éliminés aux Battles    | 8  | Ilona         | Zoé       | Stella             | Marie     |
| Éliminés aux Battles    | 9  | Alexandre     | Élodie    | Tristan            | Talisa    |
| Éliminés aux Battles    | 10 | Léna          | Maélyss   | Mathilde           | Morgan    |

## Déroulement

### Étape 1: Les auditions à l'aveugle
Le principe est, pour chaque coach, de choisir les meilleurs candidats présélectionnés par la production. Lors des prestations de chaque candidat, chaque jury et futur coach est assis dans un fauteuil, dos à la scène et face au public, et écoute la voix du candidat sans le voir (d'où le terme « auditions à l'aveugle »). Lorsqu'il estime qu'il est en présence d'un bon candidat, le juré appuie sur un buzzer devant lui, qui retourne alors son fauteuil face au candidat, ce qui signifie que le juré, qui découvre enfin physiquement le candidat, est prêt à coacher le candidat et le veut dans son équipe. Si le juré est seul à s'être retourné, alors le candidat va par défaut dans son équipe. Par contre, si plusieurs jurés se retournent, c'est alors au candidat de choisir quel coach il veut rejoindre.
Légende

#### Épisode 1: les auditions à l'aveugle (1)
Le premier épisode est diffusé le 12 octobre 2018 à 21 h. Les coachs reprennent L'Envie de Johnny Hallyday.
| Ordre | Candidat | Âge | Localisation                               | Chanson                               | Choix des coachs et des candidats      | Choix des coachs et des candidats      | Choix des coachs et des candidats      | Choix des coachs et des candidats      |
| Ordre | Candidat | Âge | Localisation                               | Chanson                               | Patrick Fiori                          | Amel Bent                              | Jenifer                                | Soprano                                |
| ----- | -------- | --- | ------------------------------------------ | ------------------------------------- | -------------------------------------- | -------------------------------------- | -------------------------------------- | -------------------------------------- |
| 1     | Inès     | 10  | Bordeaux, Gironde                          | The Show Must Go On - Queen           | Le coach a buzzé sur ce candidat.      | Le coach a buzzé sur ce candidat.      | Le coach a buzzé sur ce candidat.      | Le candidat rejoint l'équipe du coach. |
| 2     | Nassim   | 15  | Villiers, Suisse                           | Je m'en vais - Vianney                | Le coach a buzzé sur ce candidat.      | Le candidat rejoint l'équipe du coach. | Le coach a buzzé sur ce candidat.      | —                                      |
| 3     | Lara     | 12  | Fontenay-sous-Bois, Val-de-Marne           | Attention - Charlie Puth              | —                                      | —                                      | —                                      | —                                      |
| 4     | Mano     | 12  | Limoges, Haute-Vienne                      | Le café - Oldelaf                     | Le coach a buzzé sur ce candidat.      | —                                      | Le candidat rejoint l'équipe du coach. | —                                      |
| 5     | Maïssa   | 11  | Viry-Châtillon, Essonne                    | Ma philosophie - Amel Bent            | —                                      | Le candidat rejoint l'équipe du coach. | —                                      | Le coach a buzzé sur ce candidat.      |
| 6     | Alessio  | 10  | Draguignan, Var                            | Non, je ne regrette rien - Édith Piaf | —                                      | —                                      | —                                      | —                                      |
| 7     | Ismaël   | 11  | Les Pavillons-sous-Bois, Seine-Saint-Denis | At Last - Etta James                  | Le coach a buzzé sur ce candidat.      | Le candidat rejoint l'équipe du coach. | Le coach a buzzé sur ce candidat.      | Le coach a buzzé sur ce candidat.      |
| 8     | Stella   | 13  | Afa, Corse-du-Sud                          | When We Were Young - Adele            | Le coach a buzzé sur ce candidat.      | Le coach a buzzé sur ce candidat.      | Le candidat rejoint l'équipe du coach. | Le coach a buzzé sur ce candidat.      |
| 9     | Gaétan   | 11  | Allauch, Bouches-du-Rhône                  | Enter Sandman - Metallica             | —                                      | —                                      | —                                      | —                                      |
| 10    | Zoé      | 15  | Liège, Belgique                            | Marchand de cailloux - Renaud         | Le coach a buzzé sur ce candidat.      | Le candidat rejoint l'équipe du coach. | Le coach a buzzé sur ce candidat.      | Le coach a buzzé sur ce candidat.      |
| 11    | Morgan   | 14  | Saint-Herblain, Loire-Atlantique           | Changer - Maître Gims                 | —                                      | Le coach a buzzé sur ce candidat.      | Le coach a buzzé sur ce candidat.      | Le candidat rejoint l'équipe du coach. |
| 12    | Irma     | 12  | Forbach, Moselle                           | Fly Me to the Moon - Frank Sinatra    | Le candidat rejoint l'équipe du coach. | Le coach a buzzé sur ce candidat.      | Le coach a buzzé sur ce candidat.      | Le coach a buzzé sur ce candidat.      |

#### Épisode 2: les auditions à l'aveugle (2)
Le deuxième épisode est diffusé le 19 octobre 2018 à 21 h.
| Ordre | Candidat           | Âge     | Localisation                            | Chanson                                                          | Choix des coachs et des candidats      | Choix des coachs et des candidats      | Choix des coachs et des candidats      | Choix des coachs et des candidats      |
| Ordre | Candidat           | Âge     | Localisation                            | Chanson                                                          | Patrick Fiori                          | Amel Bent                              | Jenifer                                | Soprano                                |
| ----- | ------------------ | ------- | --------------------------------------- | ---------------------------------------------------------------- | -------------------------------------- | -------------------------------------- | -------------------------------------- | -------------------------------------- |
| 1     | Alexander          | 15      | Luxembourg, Luxembourg                  | Johnny B. Goode - Chuck Berry                                    | Le candidat rejoint l'équipe du coach. | —                                      | Le coach a buzzé sur ce candidat.      | —                                      |
| 2     | Maïa               | 14      | Rumilly, Haute-Savoie                   | Mad World - Gary Jules                                           | —                                      | —                                      | —                                      | —                                      |
| 3     | Mélia              | 13      | Cayenne, Guyane                         | Redemption Song - Bob Marley                                     | Le coach a buzzé sur ce candidat.      | Le coach a buzzé sur ce candidat.      | Le candidat rejoint l'équipe du coach. | Le coach a buzzé sur ce candidat.      |
| 4     | Lina               | 11      | Le Pré-Saint-Gervais, Seine-Saint-Denis | Désolé - Sexion d'Assaut                                         | Le coach a buzzé sur ce candidat       | —                                      | —                                      | —                                      |
| 5     | Emma               | 9       | Peypin, Bouches-du-Rhône                | Je suis malade - Serge Lama                                      | Le coach a buzzé sur ce candidat.      | Le coach a buzzé sur ce candidat.      | Le coach a buzzé sur ce candidat.      | Le candidat rejoint l'équipe du coach. |
| 6     | Samy               | 15      | Paris                                   | We Don't Talk Anymore - Charlie Puth feat. Selena Gomez          | —                                      | —                                      | —                                      | —                                      |
| 7     | Camila & Zion Luna | 12 & 14 | Québec, Canada                          | Chained to the Rhythm - Katy Perry                               | Le coach a buzzé sur ce candidat.      | Le coach a buzzé sur ce candidat.      | Le candidat rejoint l'équipe du coach. | —                                      |
| 8     | Lilian             | 14      | Chassieu, Rhône                         | Let It Go - James Bay                                            | —                                      | —                                      | Le coach a buzzé sur ce candidat       | —                                      |
| 9     | Léna               | 14      | Semsales, Suisse                        | Jodel-Time - Oesch's die Dritten                                 | Le coach a buzzé sur ce candidat       | —                                      | —                                      | —                                      |
| 10    | Alexandre          | 11      | Marseille, Bouches-du-Rhône             | Adieu - Slimane                                                  | Le candidat rejoint l'équipe du coach. | —                                      | Le coach a buzzé sur ce candidat.      | —                                      |
| 11    | Jules              | 12      | La Féclaz, Savoie                       | Je joue de la musique - Calogero                                 | —                                      | —                                      | —                                      | —                                      |
| 12    | Marie              | 11      | La Ciotat, Bouches-du-Rhône             | New York, New York - Frank Sinatra (version de Mireille Mathieu) | —                                      | —                                      | —                                      | Le coach a buzzé sur ce candidat       |
| 13    | Wilson             | 15      | Angers, Maine-et-Loire                  | Listen - Beyoncé                                                 | Le coach a buzzé sur ce candidat.      | Le candidat rejoint l'équipe du coach. | Le coach a buzzé sur ce candidat.      | Le coach a buzzé sur ce candidat.      |

#### Épisode 3: les auditions à l'aveugle (3)
Le troisième épisode est diffusé le 26 octobre 2018 à 21 h.
| Ordre | Candidat | Âge | Localisation                | Chanson                                   | Choix des coachs et des candidats      | Choix des coachs et des candidats      | Choix des coachs et des candidats      | Choix des coachs et des candidats      |
| Ordre | Candidat | Âge | Localisation                | Chanson                                   | Patrick Fiori                          | Amel Bent                              | Jenifer                                | Soprano                                |
| ----- | -------- | --- | --------------------------- | ----------------------------------------- | -------------------------------------- | -------------------------------------- | -------------------------------------- | -------------------------------------- |
| 1     | Hindy    | 14  | Saint-Cloud, Hauts-de-Seine | Space Oddity - David Bowie                | —                                      | Le candidat rejoint l'équipe du coach. | Le coach a buzzé sur ce candidat.      | —                                      |
| 2     | Ilona    | 13  | Montélimar, Drôme           | Come - Jain                               | Le candidat rejoint l'équipe du coach. | —                                      | —                                      | Le coach a buzzé sur ce candidat.      |
| 3     | Marius   | 9   | Béziers, Hérault            | L'Oiseau et l'Enfant - Marie Myriam       | —                                      | —                                      | —                                      | —                                      |
| 4     | Mathilde | 14  | Montréal, Canada            | Whole Lotta Love - Led Zeppelin           | Le coach a buzzé sur ce candidat.      | Le coach a buzzé sur ce candidat.      | Le candidat rejoint l'équipe du coach. | Le coach a buzzé sur ce candidat.      |
| 5     | Lorena   | 14  | Carqueiranne, Var           | Pie Jesu - Gabriel Fauré                  | —                                      | —                                      | —                                      | —                                      |
| 6     | Carla    | 12  | Nice, Alpes-Maritimes       | Take Me to Church - Hozier                | Le candidat rejoint l'équipe du coach. | —                                      | —                                      | Le coach a buzzé sur ce candidat.      |
| 7     | Talisa   | 15  | Aspremont, Alpes-Maritimes  | Love on the Brain - Rihanna               | Le coach a buzzé sur ce candidat.      | —                                      | —                                      | Le candidat rejoint l'équipe du coach. |
| 8     | Gloria   | 6   | Le Vésinet, Yvelines        | Hello - Adele                             | —                                      | —                                      | —                                      | —                                      |
| 9     | Enzo     | 14  | Maillane, Bouches-du-Rhône  | Je serai là - Slimane                     | —                                      | —                                      | —                                      | Le coach a buzzé sur ce candidat       |
| 10    | Ermonia  | 14  | Tours, Indre-et-Loire       | Something's Got a Hold on Me - Etta James | —                                      | Le candidat rejoint l'équipe du coach. | —                                      | Le coach a buzzé sur ce candidat.      |
| 11    | Thomas   | 14  | Le Teich, Gironde           | Ton visage - Fréro Delavega               | —                                      | —                                      | —                                      | —                                      |
| 12    | Louna    | 11  | Montrouge, Hauts-de-Seine   | Castle in the Snow - The Avener           | Le coach a buzzé sur ce candidat       | —                                      | —                                      | —                                      |

#### Épisode 4: les auditions à l'aveugle (4)
Le quatrième épisode est diffusé le 2 novembre 2018 à 21 h.
| Ordre | Candidat     | Âge | Localisation                       | Chanson                                                    | Choix des coachs et des candidats      | Choix des coachs et des candidats      | Choix des coachs et des candidats      | Choix des coachs et des candidats      |
| Ordre | Candidat     | Âge | Localisation                       | Chanson                                                    | Patrick Fiori                          | Amel Bent                              | Jenifer                                | Soprano                                |
| ----- | ------------ | --- | ---------------------------------- | ---------------------------------------------------------- | -------------------------------------- | -------------------------------------- | -------------------------------------- | -------------------------------------- |
| 1     | Mathis       | 8   | Neuilly-sur-Seine, Hauts-de-Seine  | Juste une p'tite chanson - Les Enfoirés                    | —                                      | —                                      | —                                      | —                                      |
| 2     | Maélyss      | 11  | Gignac-la-Nerthe, Bouches-du-Rhône | Caruso - Lucio Dalla (version de Lara Fabian)              | Le coach a buzzé sur ce candidat.      | Le candidat rejoint l'équipe du coach. | —                                      | Le coach a buzzé sur ce candidat.      |
| 3     | Rosie        | 9   | Aurillac, Cantal                   | Mon cœur, mon amour - Anaïs Croze                          | —                                      | —                                      | Le coach a buzzé sur ce candidat       | —                                      |
| 4     | Madison      | 15  | Menton, Alpes-Maritimes            | Issues - Julia Michaels                                    | Le coach a buzzé sur ce candidat.      | Le coach a buzzé sur ce candidat.      | Le coach a buzzé sur ce candidat.      | Le candidat rejoint l'équipe du coach. |
| 5     | Mathéo       | 15  | Dijon, Côte-d'Or                   | When We Were Young - Adele                                 | Le coach a buzzé sur ce candidat.      | —                                      | —                                      | Le candidat rejoint l'équipe du coach. |
| 6     | Mark         | 14  | Beyrouth, Liban                    | Le Chant des sirènes - Fréro Delavega                      | —                                      | —                                      | —                                      | —                                      |
| 7     | Lili         | 14  | Montfrin, Gard                     | Call Me - Blondie                                          | Le coach a buzzé sur ce candidat.      | Le coach a buzzé sur ce candidat.      | Le candidat rejoint l'équipe du coach. | —                                      |
| 8     | Élodie       | 11  | Béziers, Hérault                   | Listen - Beyoncé                                           | —                                      | Le candidat rejoint l'équipe du coach. | —                                      | Le coach a buzzé sur ce candidat.      |
| 9     | Abby & Sarah | 13  | Toronto, Canada                    | Say Something - A Great Big World feat. Christina Aguilera | Le candidat rejoint l'équipe du coach. | —                                      | Le coach a buzzé sur ce candidat.      | Le coach a buzzé sur ce candidat.      |
| 10    | Tristan      | 12  | Barcelone, Espagne                 | Smells Like Teen Spirit - Nirvana                          | —                                      | —                                      | Le coach a buzzé sur ce candidat       | —                                      |
| 11    | Hizia        | 12  | Castres, Tarn                      | Les Filles d'aujourd'hui - Joyce Jonathan & Vianney        | —                                      | —                                      | —                                      | —                                      |
| 12    | Alexandra    | 14  | Pont-à-Mousson, Meurthe-et-Moselle | Runnin' (Lose It All) - Beyoncé                            | —                                      | —                                      | —                                      | Le coach a buzzé sur ce candidat       |

### Étape 2: lesBattles
Au sein de leurs équipes, les coachs ont créé des trios de candidats, selon les registres vocaux de leurs candidats, pour chanter une chanson. À chaque prestation de trio, l'un des trois est qualifié pour l'étape suivante pour la demi-finale. Les deux autres candidats sont éliminés du concours.
Légende
- Le talent a remporté la Battle
- Le talent a perdu la Battle

#### Épisode 5: les battles (1)
Le cinquième épisode est diffusé le 9 novembre 2018 à 21 h.
| Coach         | Ordre | Gagnant | Chanson                                                             | Perdants  |
| ------------- | ----- | ------- | ------------------------------------------------------------------- | --------- |
| Jenifer       | 1     | Lili    | Sign of the Times - Harry Styles                                    | Mathilde  |
| Jenifer       | 1     | Lili    | Sign of the Times - Harry Styles                                    | Tristan   |
| Amel Bent     | 2     | Ismaël  | I'll Be There - The Jackson Five                                    | Maélyss   |
| Amel Bent     | 2     | Ismaël  | I'll Be There - The Jackson Five                                    | Élodie    |
| Soprano       | 3     | Madison | Feels - Calvin Harris feat. Pharell Williams, Katy Perry & Big Sean | Morgan    |
| Soprano       | 3     | Madison | Feels - Calvin Harris feat. Pharell Williams, Katy Perry & Big Sean | Talisa    |
| Patrick Fiori | 4     | Carla   | Un homme debout - Claudio Capéo                                     | Léna      |
| Patrick Fiori | 4     | Carla   | Un homme debout - Claudio Capéo                                     | Alexandre |
| Amel Bent     | 5     | Hindy   | We Found Love - Rihanna feat. Calvin Harris                         | Zoé       |
| Amel Bent     | 5     | Hindy   | We Found Love - Rihanna feat. Calvin Harris                         | Nassim    |
| Soprano       | 6     | Emma    | Tous les cris les S.O.S. - Daniel Balavoine                         | Marie     |
| Soprano       | 6     | Emma    | Tous les cris les S.O.S. - Daniel Balavoine                         | Enzo      |

#### Épisode 6: les battles (2)
Le sixième épisode est diffusé le 23 novembre 2018 à 21 h.
| Coach         | Ordre | Gagnant   | Chanson                          | Perdants           |
| ------------- | ----- | --------- | -------------------------------- | ------------------ |
| Soprano       | 1     | Inès      | What About Us - P!nk             | Mathéo             |
| Soprano       | 1     | Inès      | What About Us - P!nk             | Alexandra          |
| Jenifer       | 2     | Lilian    | Si t'étais là - Louane           | Stella             |
| Jenifer       | 2     | Lilian    | Si t'étais là - Louane           | Camila & Zion Luna |
| Patrick Fiori | 3     | Irma      | Shape of You - Ed Sheeran        | Ilona              |
| Patrick Fiori | 3     | Irma      | Shape of You - Ed Sheeran        | Lina               |
| Amel Bent     | 4     | Ermonia   | Tout donner - Maître Gims        | Maïssa             |
| Amel Bent     | 4     | Ermonia   | Tout donner - Maître Gims        | Wilson             |
| Patrick Fiori | 5     | Alexander | When I Was Your Man - Bruno Mars | Abby & Sarah       |
| Patrick Fiori | 5     | Alexander | When I Was Your Man - Bruno Mars | Louna              |
| Jenifer       | 6     | Mélia     | Moi aimer toi - Vianney          | Rosie              |
| Jenifer       | 6     | Mélia     | Moi aimer toi - Vianney          | Mano               |

### Étape 3: la demi-finale
Le septième épisode est diffusé le 30 novembre 2018 à 21 h. Les coachs et les talents ouvrent la demi-finale en reprenant Oh Happy Day. Dans cette demi-finale, chaque coach qualifie un des trois candidats de son équipe et choisit de récupérer un candidat d'un autre coach non sauvé par celui-ci.
Légende
- Sauvé(e) pour la finale
- Éliminé(e) de la compétition
- Volé(e) par un autre coach

| Coach         | Ordre | Talent    | Chanson                                  | Résultat               |
| ------------- | ----- | --------- | ---------------------------------------- | ---------------------- |
| Soprano       | 1     | Madison   | Papaoutai - Stromae                      | Volée par Amel Bent    |
| Soprano       | 2     | Emma      | My Heart Will Go On - Céline Dion        | Volée par Jenifer      |
| Soprano       | 3     | Inès      | Vivre pour le meilleur - Johnny Hallyday | Sauvée                 |
| Patrick Fiori | 4     | Alexander | Ça (c'est vraiment toi) - Téléphone      | Éliminé                |
| Patrick Fiori | 5     | Irma      | Ne retiens pas tes larmes - Amel Bent    | Éliminée               |
| Patrick Fiori | 6     | Carla     | It's Oh So Quiet - Björk                 | Sauvée                 |
| Amel Bent     | 7     | Hindy     | Qui de nous deux ? - M                   | Éliminé                |
| Amel Bent     | 8     | Ermonia   | All I Ask - Adele                        | Sauvée                 |
| Amel Bent     | 9     | Ismaël    | Armstrong - Claude Nougaro               | Volé par Patrick Fiori |
| Jenifer       | 10    | Mélia     | Master Blaster (Jammin') - Stevie Wonder | Sauvée                 |
| Jenifer       | 11    | Lili      | Je sais pas - Céline Dion                | Volée par Soprano      |
| Jenifer       | 12    | Lilian    | Hey Jude - The Beatles                   | Éliminé                |

### Étape 4: la finale
Légende
- Sauvé(e) par le public
- Éliminé(e) de la compétition

Le huitième épisode est diffusé le 7 décembre 2018 à 21 h. Les coachs, les talents et l'invité de la finale Kendji Girac reprennent For me formidable de Charles Aznavour.
| Coach         | Ordre | Talent  | Chanson                              | Résultat |
| ------------- | ----- | ------- | ------------------------------------ | -------- |
| Patrick Fiori | 1     | Ismaël  | I Want You Back - The Jackson Five   | Éliminé  |
| Patrick Fiori | 2     | Carla   | Hymne à l'amour - Édith Piaf         | Sauvée   |
| Amel Bent     | 3     | Ermonia | La Bohème - Charles Aznavour         | Sauvée   |
| Amel Bent     | 4     | Madison | No One - Alicia Keys                 | Éliminée |
| Soprano       | 5     | Inès    | Beautiful - Christina Aguilera       | Éliminée |
| Soprano       | 6     | Lili    | Rise Like a Phoenix - Conchita Wurst | Sauvée   |
| Jenifer       | 7     | Mélia   | Celebration - Kool and the Gang      | Éliminée |
| Jenifer       | 8     | Emma    | I Have Nothing - Whitney Houston     | Sauvée   |

| Coach     | Ordre | Talent  | Chanson                         | En duo avec   | Résultat  |
| --------- | ----- | ------- | ------------------------------- | ------------- | --------- |
| Jenifer   | 1     | Emma    | Viens on s'aime - Slimane       | Jenifer       | Gagnante  |
| Amel Bent | 2     | Ermonia | Allô maman bobo - Alain Souchon | Amel Bent     | Deuxième  |
| Soprano   | 3     | Lili    | Changer - Maître Gims           | Soprano       | Troisième |
| Patrick   | 4     | Carla   | Pour oublier - Kendji Girac     | Patrick Fiori | Quatrième |

## Audiences
| Épisode | Jour de diffusion                                     | Téléspectateurs | Parts de marché sur les 4 ans et plus | Classement des audiences de la soirée | Référence |
| ------- | ----------------------------------------------------- | --------------- | ------------------------------------- | ------------------------------------- | --------- |
| 1       | Vendredi 12 octobre 2018 (Audition à l'aveugle 1)     | 4 328 000       | 22,5 %                                | 1er                                   | [ 2 ]     |
| 2       | Vendredi 19 octobre 2018 (Audition à l'aveugle 2)     | 4 569 000       | 23,8 %                                | 1er                                   | [ 3 ]     |
| 3       | Vendredi 26 octobre 2018 (Audition à l'aveugle 3)     | 4 476 000       | 23,2 %                                | 1er                                   | [ 4 ]     |
| 4       | Vendredi 2 novembre 2018 (Audition à l'aveugle 4)     | 4 622 000       | 23,7 %                                | 1er                                   | [ 5 ]     |
| 5       | Vendredi 9 novembre 2018 (Battles 1)                  | 4 180 000       | 20,8 %                                | 1er                                   | [ 6 ]     |
| 6       | Vendredi 23 novembre 2018 (Battles 2)                 | 4 028 000       | 19,7 %                                | 1er                                   | [ 7 ]     |
| 7       | Vendredi 30 novembre 2018 (Demi-finale)               | 4 210 000       | 21,7 %                                | 1er                                   | [ 8 ]     |
| 8       | Vendredi 7 décembre 2018 (Finale diffusée en différé) | 4 098 000       | 21,6 %                                | 1er                                   | [ 10 ]    |

Légende :
En fond vert = Les plus hauts chiffres d'audiences/PDM
En fond rouge = Les plus bas chiffres d'audiences/PDM

### Note
1. ↑  Depuis septembre 2016, les divertissements retransmis en direct sur TF1 possèdent un léger différé de deux à cinq minutes environ afin de maîtriser l'antenne et éviter toute situation non contrôlée (intrusion en plateau ou attaque terroriste par exemple)[9].